# Sidvallsäng
Sidvallsäng är lågtliggande, fuktig (sidlänt) ängsmark, vanligen en strandäng. Sidvallsängarna är den äldsta typen av äng och uppstod förmodligen någon gång runt järnålderns mitt för ca 2 000 år sedan. Snösmältningen gödslade sidvallsängarna med ett näringsrikt slam varje år. Dessa ängar består av kulturskapad gräsmark som inte plöjts med plog, gödslats med konstgödsel, blockbrutits eller dikats ut (alla dessa faktorer skiljer ängen och hagen från åkern). Sidvallsängens motsats är den torrare hårdvallsängen.
Ordet vall betecknar själva grässvålen. Sid eller sidd betecknar lågtliggande fuktig till blöt mark som kärr och mader, där grundvattennivån ändras under året.